# 長寿科学振興財団
公益財団法人長寿科学振興財団（ちょうじゅかがくしんこうざいだん、英文名称：JAPAN FOUNDATION FOR AGING AND HEALTH）は、高齢者保健福祉推進十か年戦略に基づいて設置された公益法人で、長寿科学の振興を通じて国民の健康と福祉の増進に取り組んでいる。以前は厚生労働省大臣官房厚生科学課所管の財団法人であったが、公益法人制度改革に伴い公益財団法人へ移行した。

## 概要
- 設立 : 1989年12月[1]
- 本部所在地：愛知県知多郡東浦町大字森岡字源吾山1-1 あいち健康の森健康科学総合センター4F[1]
- 会長：渡辺捷昭[1]
- 理事長：大島伸一[1]

その他の役員については、同団体ホームページにて公開している。

## 歴代役員
※公式ホームページ沿革を参照。
| 代数 | 役職 | 氏名             | 役職   | 氏名             |
| ---- | ---- | ---------------- | ------ | ---------------- |
| 初代 | 会長 | 鈴木永二         | 理事長 | 佐分利輝彦       |
| 2代  | 会長 | 永野健           | 理事長 | 大谷藤郎         |
| 3代  | 会長 | 奥田碩           | 理事長 | 小林秀資         |
| 4代  | 会長 | 柴田昌治         | 理事長 | 祖父江逸郎       |
| 5代  | 会長 | 渡辺捷昭（現職） | 理事長 | 大島伸一（現職） |

## 事業
1. 厚生労働科学研究（長寿科学総合研究、感覚器障害研究）の推進事業
2. 健康長寿ネット事業
3. 長寿たすけ愛講演会開催事業
4. 長寿科学研究に関する出版事業（業績集、機関誌）
5. 老人の期待に応えられる医療の在り方に関する調査研究事業